# Jacob Israel Köhler
Jacob Israel Köhler, född 11 januari 1733 i Eksjö, död 12 februari 1801 i Vadstena, var en svensk präst.

## Biografi
Köhler föddes 1733 i Eksjö. Han var son till kyrkoherden Johannes Köhler i Vånga församling och Catharina Retzius. Hans farfars farfar var mästersmeden Walentin Köhler. Köhler studerade i Linköping och blev vårterminen 1750 student vid Uppsala universitet. Han blev magister 20 juni 1758. År 1762 blev Köhler docent i latin vid Uppsala universitet. Den 30 maj 1768 blev han gymnasieadjunkt i Linköping. Den 27 december 1773 blev han konrektor i staden. Köhler prästvigdes 25 maj 1775. Köhler blev 10 april 1776 kyrkoherde i Vånga församling. Den 26 augusti 1778 blev han prost. Han blev 6 juni 1779 teologie doktor. Den 22 mars 1790 blev han kyrkoherde i Vadstena församling, med tillträde 1791. Den 21 juni 1791 blev han kontraktsprost i Dals kontrakt. Köhler avled 12 februari 1801 i Vadstena av slag och begravdes av svågern Jonas Fredric Carlström den 20 februari samma år.
Köhler blev 1776 ledamot i Kungliga Vetenskaps- och Vitterhets-Samhället i Göteborg. År 1779 blev han ledamot av Psalmbokskommittén.
Köhler kom även att bli utnämnd till amiralitetssuperintendent i Karlskrona 1784, domprost i Göteborg 1785 och kyrkoherde i Norrköpings S:t Olai församling 1790. Men han tackade nej till dessa tjänster.
Han deltog i Utile Dulci 1769 i Stockholm.

### Familj
Köhler gifte sig 8 oktober 1776 med Anna Magdalena Carlström (1748-1815). Hon var dotter till kyrkoherden Johannes Carlström i Lofta församling och Anna Catharina Rydelius. De fick tillsammans barnen Anna Magdalena (1777-1847), Catharina (1778-1828), Beata Lovisa (1780-1827), Johan, Fredrica Ulrica och Jacobina Maria.

### Manuskript
- 1764 - Tal öfver prins GUSTAFS födelsedag 1764.
- 1778 - Tal öfver kronoprinsen GUSTAF ADOLPHS födelse 1778 och flera Psalmer.